# Beranui (la Torre de Cabdella)
Beranui, sovint pronunciat Brenui o Bernui, i fins i tot escrit de vegades així, és un poble del terme municipal de la Torre de Cabdella, a la comarca del Pallars Jussà; pertanyia a l'antic municipi de Mont-ros, abans del 1970.
No s'ha de confondre amb el municipi de Beranui a la Ribagorça aragonesa, ni amb el poble de Bernui del municipi de Sort

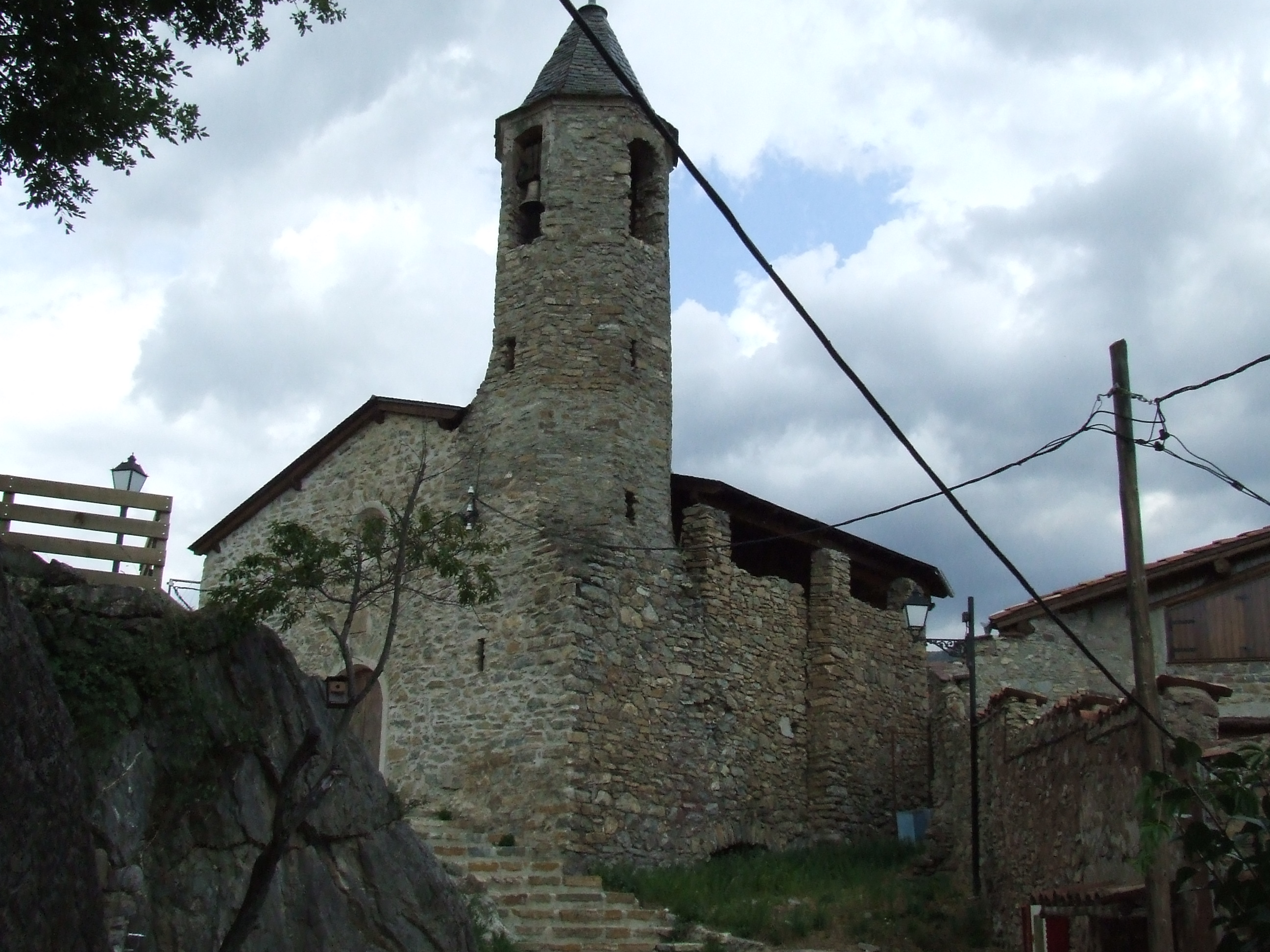
L'església de Sant Joan de Beranui

El poble està situat a la part central del municipi, lleugerament aturonat a l'esquerra del Flamisell, uns 900 metres al sud-sud-est de la Plana de Mont-ros. És accessible per una pista rural en bon estat que surt de la Plana de Mont-ros cap a l'est, i mena en 2,5 km al poble de Beranui, fent força revolts per salvar el desnivell de 150 metres entre els dos pobles.
L'església parroquial de Beranui és romànica: Sant Joan Evangelista de Beranui.

## Etimologia
Es tracta d'un topònim híbrid, segons Joan Coromines: un cognom llatí Veranus (primaveral), amb un sufix -ui preromà, exactament ligur, o bé -oi, basc. Tots dos sufixos apareixen afegits a noms propis per tal d'indicar noms de lloc.
D'altra banda, podria ser completament basc, procedent del mot bera (tou) i el sufix suara esmentat. Com fa altres vegades l'eminent filòleg, no es decanta decididament per cap de les dues hipòtesis.

## Història
Al Museu Arqueològic de Barcelona hi ha una punta de sageta de bronze procedent de Beranui, a més de dos vasos de l'edat del ferro.

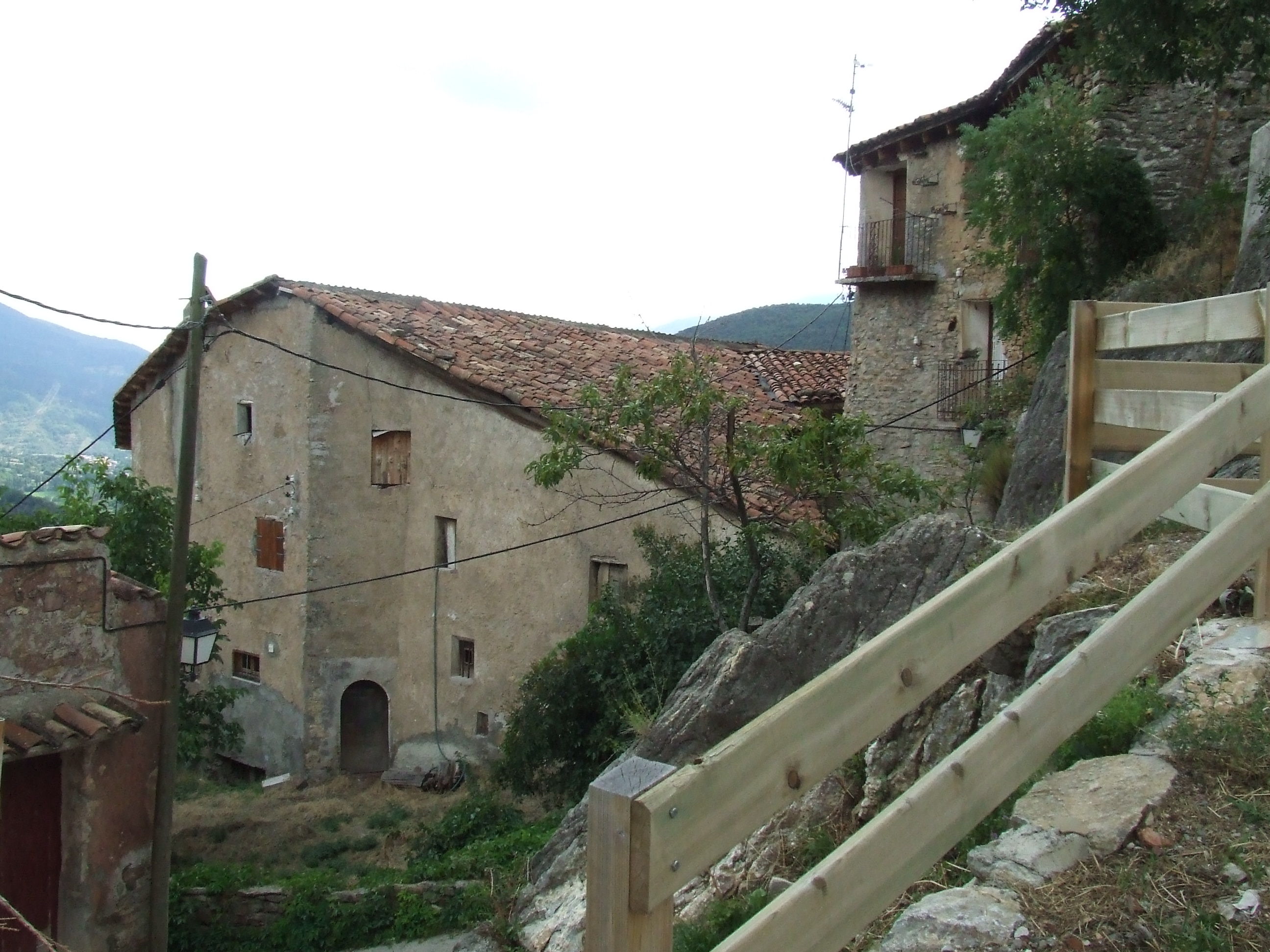
Centre del poble

El 1380 la jurisdicció del lloc era de la baronia de Bellera, mentre que el 1790 consta en mans de la baronia de Claret. De l'etapa medieval, el poble actual conserva l'estructura urbana, que és la d'un poble clos aturonat.
Es podrien conservar algunes restes del castell que coronava el poble, justament al bloc de cases, agrupades, situades en el punt més alt del poble. El topònim s'ha conservat: aquestes cases, així com una font contigua, són anomenades encara avui dia el Castellot.

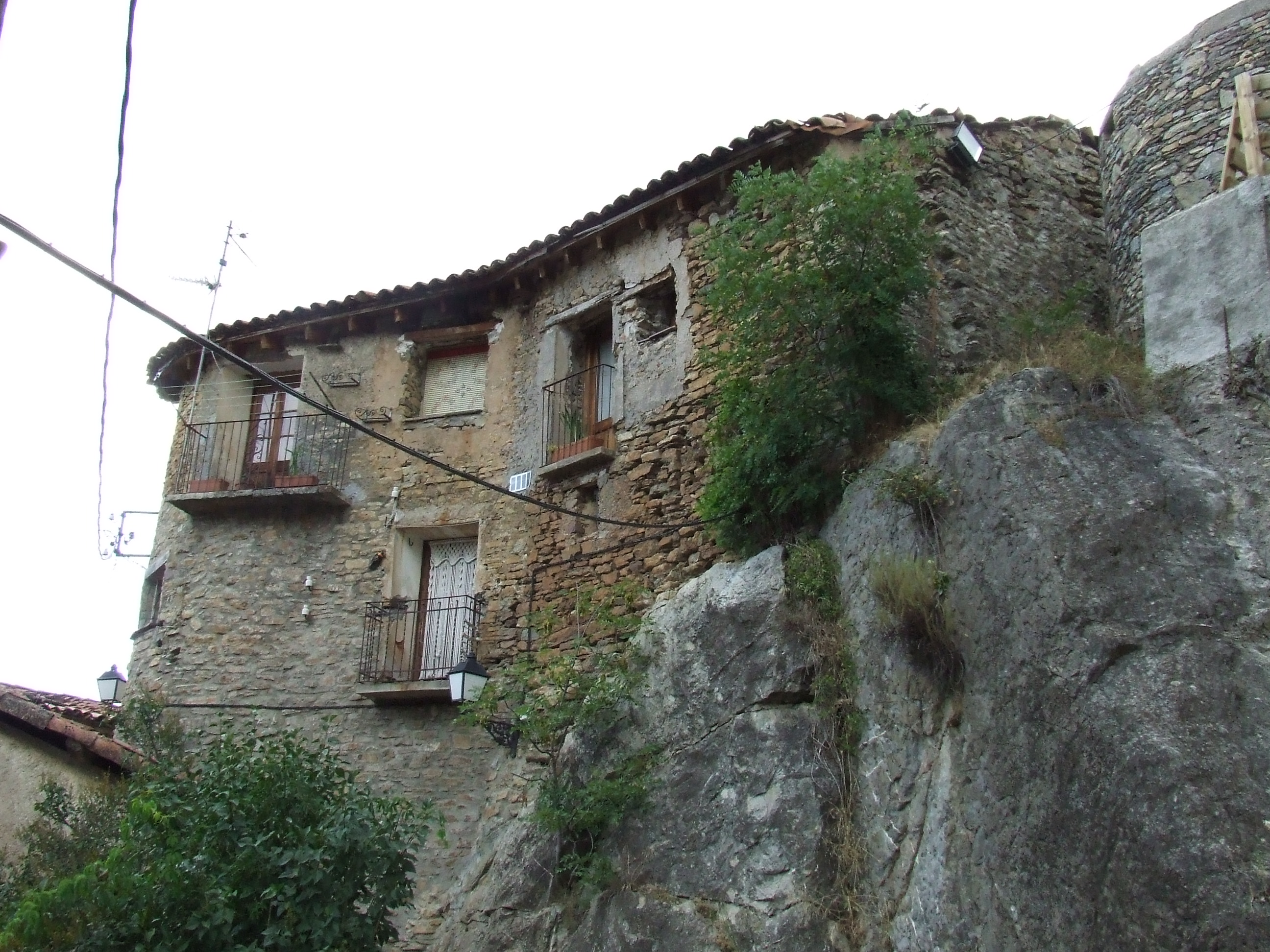
El Castellot

En el Fogatge del 1553 hi consten sis focs, amb el nom del poble grafiat Beranuy (uns 30 habitants). El 1718 consten a Beranui 30 habitants. El 1831, no hi apareix, però és possible que els 10 habitants que atribueix a Gramenet de Beranuy siguin entre els dos pobles.
Entre 1812 i el febrer del 1847 Brenuy, de vegades anomenat Brenuy de la Baronía de Claret o Brenuy de la Baronía, gaudí d'ajuntament propi. Es formà a partir de la promulgació de la Constitució de Cadis i el seu desplegament, i fou suprimit, agregant-lo a Mont-ros, a causa del límit fixat en la llei municipal del 1845 del mínim de 30 veïns (caps de família) indispensables per a mantenir l'ajuntament propi.
Pascual Madoz parla breument de Beranuy ó Brenuy, en el seu Diccionario geográfico... del 1845. S'hi pot llegir que el poble està situat a la falda d'una muntanya combatuda per tots els vents, amb clima fred, però saludable. S'hi pateixen calenturas intermitents i cadarns. Hi havia 4 cases habitades, amb 4 veïns (caps de família) i 20 ànimes (habitants).
Segons Ceferí Rocafort, Beranui tenia, vers el 1915, 20 edificis, amb 72 habitants.
El 1970 tenia 30 habitants, que ja només eren 15 el 1981 i 11 el 2005.

## Festes i tradicions
Tot i que és una tradició de nova planta, Beranui té el seu espai en el Romanço de la Vall Fosca, de Jaume Arnella, després del fragment dedicat a la Pobleta de Bellveí:
| «                                         | Hi ha la Plana de Mont-ros remuntant el Flamisell i, amagats a banda i banda, Beranui, Antist i Castell. | » |
| — Jaume Arnella, Romanço de la Vall Fosca | |   |

I el Romanço... continua a Molinos (la Torre de Cabdella).